# Добролётов, Николай Иванович
Николай Иванович Добролетов (17 декабря 1914 — 7 августа 1989) — советский военачальник, генерал-майор артиллерии, участник Великой Отечественной войны.

## Биография
Николай Иванович Добролетов родился 17 декабря 1914 года в городе Симферополе. В 1934 году был призван на службу в Военно-морской флот СССР. В 1938 году окончил Военно-морское артиллерийское училище имени Ленинского комсомола Украины в Севастополе, после чего был направлен на Балтийский флот. Командовал взводом, был помощником командира, командиром батареи 13-го отдельного зенитно-артиллерийского дивизиона 80-го отдельного учебного дивизиона 2-го отдельного полка ПВО Кронштадтской военно-морской базы.
Вскоре после начала Великой Отечественной войны стал начальником штаба своего дивизиона. Во время обороны Ленинграда организовывал действия своего подразделения по отражению воздушных налётов противника, а также ведение огня прямой наводкой по наземным скоплениям вражеских войск. Успехи дивизиона получили высокую оценку — он был преобразован в гвардейский, а Добролетов в сентябре 1942 года был переведён в штаб Кронштадтского морского оборонительного района Балтийского флота на должность командира-артиллериста отделения боевой подготовки дивизий ПВО. Внёс большой вклад в дело повышения боевой подготовки, знаний личного состава. Одновременно с основной службой преподавал теорию стрельбы зенитной артиллерии на Специальных курсах усовершенствования командного состава зенитной артиллерии в Кронштадте. В июле 1944 года возглавил отдел боевой подготовки штаба ПВО Балтийского флота. Большое внимание уделял вопросам подготовки управляющих огнём командиром батарей и дивизионов к сложным боевым условиям, достигнув значительных успехов. Добролетов активно участвовал в разработке планов организации ПВО на новых военно-морских базах и прочих объектах флота. Лично руководил переброской зенитных дивизионов с южного берега Финского залива в район Выборгского залива в период наступления Красной Армии на Карельском перешейке. В период освобождения Выборга и Койвисто он командовал артиллерийской группой, прикрывая десантные операции армии и флота от противодействия вражеской авиации. Успешно действовал и в ходе операции по окончательному снятию блокады Ленинграда в январе 1944 года.
После окончания войны продолжал службу в Военно-морском флоте СССР. Возглавлял отделы боевой подготовки штаба ПВО Балтийского, Юго-Балтийского и 4-го Военно-морских флотов. В последующие годы продолжал занимать высокие командные и штабные должности. В 1948 году окончил Высшие офицерские классы ПВО в Евпатории, в 1954 году — береговое отделение военно-морского факультета Высшей военной академии имени К. Е. Ворошилова. С декабря 1957 года по август 1961 года командовал Одесским военным училищем ПВО. В 1961—1970 годах возглавлял военную кафедру Харьковского авиационного института. В июне 1970 года был уволен в запас Умер 7 августа 1989 года, похоронен на городском кладбище № 2 в Харькове.

## Награды
- Орден Красного Знамени (5 ноября 1954 года);
- Орден Отечественной войны 1-й степени (6 апреля 1985 года);
- Орден Отечественной войны 2-й степени (31 мая 1945 года);
- 2 ордена Красной Звезды (9 июня 1943 года, 15 ноября 1950 года);
- Медали «За боевые заслуги» (9 ноября 1944 года), «За оборону Ленинграда», «За взятие Кёнигсберга» и другие медали.